# Індивідуальні види спорту

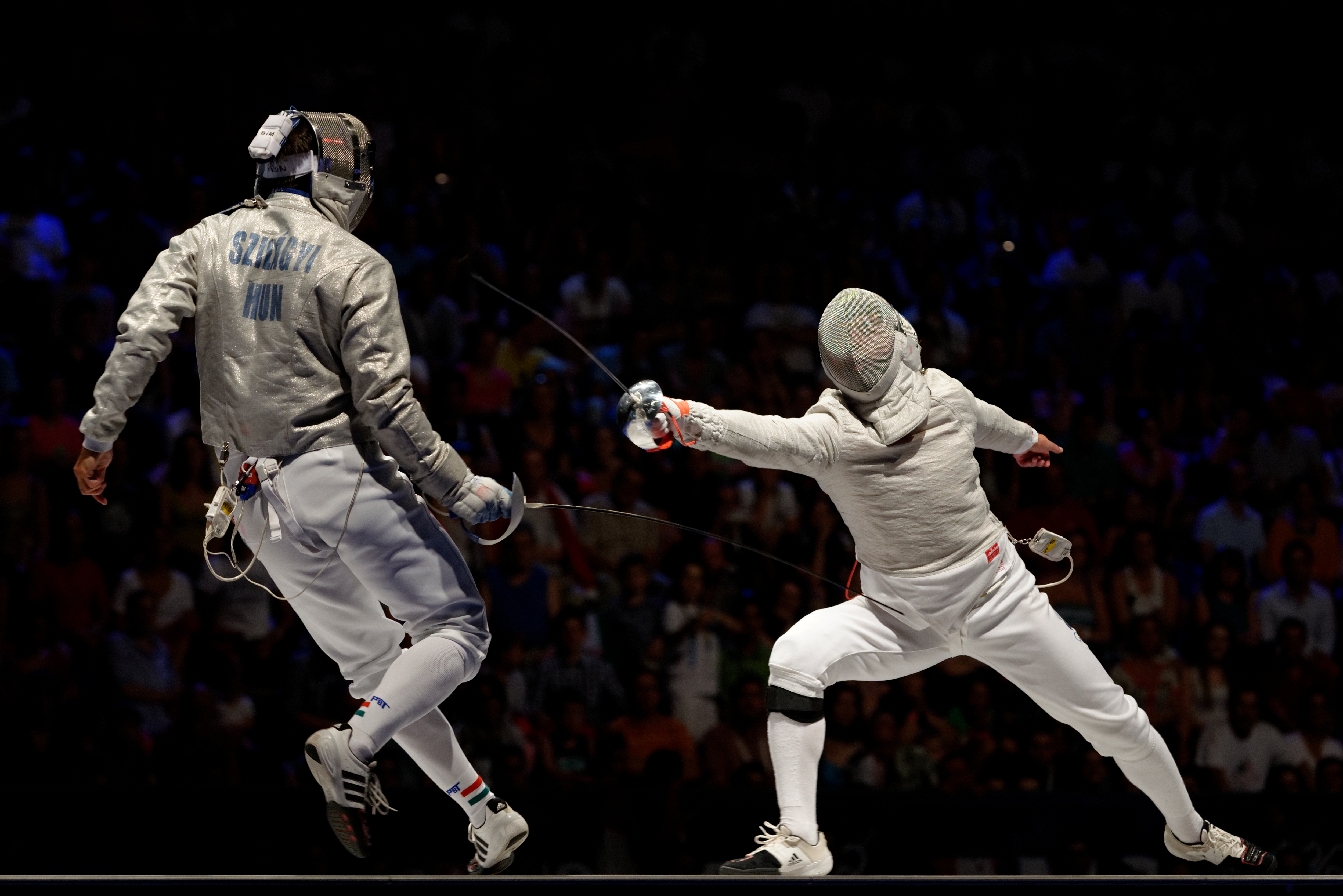
Фехтування

Індивідуальні види спорту — розділ спортивних ігор, в яких кожний спортсмен — суперник для всіх інших учасників змагання, його результат залежить виключно від його здатностей (уміння, навички, витримка, сила волі), фізичної форми, самопочуття й психологічного стану.
Індивідуальні види нерідко називають більш об'єктивними, бо саме в них завжди перемагає найсильніший на даний момент учасник змагань, якому вдалося показати найкращий результат (швидше подолати дистанцію, набрати найбільшу кількість балів й т.п.).

## Види індивідуальних видів спорту

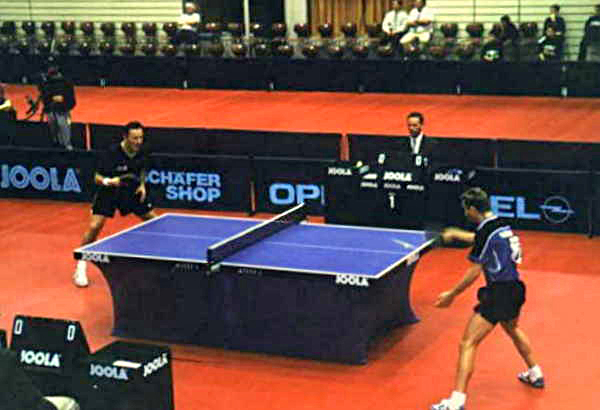
Гра в настільний теніс

Індивідуальні види спорту поділяються поміж собою на короткотермінові (спринт, метання, штовхання ядра) та довготермінові (шахи, фехтування тощо). При цьому індивідуальними видами спорту можуть вільно займатись як особи з особливими фізичними потребами, так і з повноцінним здоров'ям.

Найпоширеніші індивідуальні види:
- Атлетика
- Бадмінтон
- Біатлон
- Більярд
- Бодібілдинг
- Бокс
- Боулінг
- Боулз
- Корида
- Художня гімнастика
- Веслування на байдарках і каное
- Спелеологія
- Шахи
- Крокет
- Велосипедний спорт
- Танці
- Дартс
- Диск-гольф
- Стрибки у воду
- Кінний спорт
- Дельтапланеризм
- Фехтування
- Фігурне катання
- Гольф
- Гімнастика
- Метання ножів
- Бойові мистецтва
- Змішані єдиноборства
- Спортивне орієнтування
- Пул
- Пауерліфтинг
- Ракетбол
- Скелелазіння
- Веслування
- Біг
- Вітрильний спорт
- Сунтукан
- Стрільба
- Скейтбординг
- Лижі
- Скімбординг
- Скакалка
- Сноубординг
- Снукер
- Ковзанярський спорт
- Спортивний стекінг
- Сквош
- Серфінг
- Плавання
- Тайцзицюань
- Настільний футбол
- Настільний теніс
- Тхеквондо
- Теніс
- Легка атлетика
- Тріатлон
- Перегони з дружинами
- Боротьба